# Olivenhain Town Meeting Hall
Olivenhain Town Meeting Hall  es un edificio histórico ubicado en Olivenhain, California.  Olivenhain Town Meeting Hall se encuentra inscrito  en el Registro Nacional de Lugares Históricos desde el 17 de diciembre de 1993. 

## Ubicación
Olivenhain Town Meeting Hall se encuentra dentro del condado de San Diego en las coordenadas 33°02′36″N 117°14′04″O / 33.043333, -117.234444.